# Hrabanus Maurus
Hrabanus Maurus, más írásmóddal Rabanus Maurus (Mainz, 780 körül – Winkel, 856. február 4.) német bencés szerzetes, apát, mainzi érsek és tudós. A karoling reneszánsz egyik kiemelkedő alakja, I. Lothár római császárnak és feleségének, Tours-i Ermengardénak a tanácsadója. Egyházmegyéjében szentként tisztelik.

## Élete
Előkelő családban született, a fuldai kolostorban tanult, majd Tours-ban Alcuin tanítványa lett, aki a Szentírás mellett bevezette a hét szabad művészetbe is. Két év elteltével visszatért Fuldába, ahol szónoklattant és grammatikát kezdett tanítani. 814-ben szentelték pappá, és a fuldai kolostori iskola élére nevezték ki. A kolostor szigorú apátja folyton dorgálta, mert szerinte a tanulásra szánt időt is imára kellett volna fordítania. Hrabanus ezért Palesztinába utazott, hogy felkeresse a szent helyeket. Visszatért tanítani Fuldába, miután az apátot elmozdította Lothár császár.
822-ben őt választották meg apátnak. Ettől kezdve a kolostori iskola nagyot fejlődött, és az akkori Nyugat-Európa intellektuális központja lett. Elsősorban papok és misszionáriusok látogatták, akiknek az volt a feladata, hogy tanítsák a népet. A karoling reneszánsz szellemiségében a világi tudományok és a teológiai gondolkodás szoros kapcsolatban álltak. Hrabanus Maurus ebben a szellemben írta 842 és 847 között a középkor első enciklopédiáját De universo vagy De rerum naturis címmel. Sevillai Szent Izidor nagy hatást gyakorolt Hrabanusra. Írt továbbá pedagógiai értekezést (De institutione clericorum), homíliákat, költeményeket és a Szentíráshoz kapcsolódó kommentárokat. Hippói Szent Ágoston követője volt, és elutasított minden újítást, mert szerinte megrontja a szellemet.
842-ben Fulda környékére vonult vissza, de visszahívták Mainz püspöki székébe. A népre is volt gondja, nem csak a klérusra. Amikor 850-ben az egyházmegyét nagy éhínség sújtotta, naponta 300 ember étkezett asztalánál. 856-ban hunyt el. Emléknapja február 4.

## Művei
- De institutione clericorum
- Liber de laudibus Sanctae Crucis
- De arte grammatica
- Veni Creator Spiritus egyházi himnusz
- De rerum naturis/De universo
- költemények (képversek)

## Művei magyarul
- Hrabanus Maurus pünkösdi himnusza In: Babits Mihály: Amor Sanctus – A középkor latin himnuszai, Magyar Szemle Társaság, Budapest, 1933, 84–88. o.
- Himnuszok In: Sík Sándor: Himnuszok könyve, Szent István Társulat, Budapest, 1943, 213–217. o.